# Hamartologie

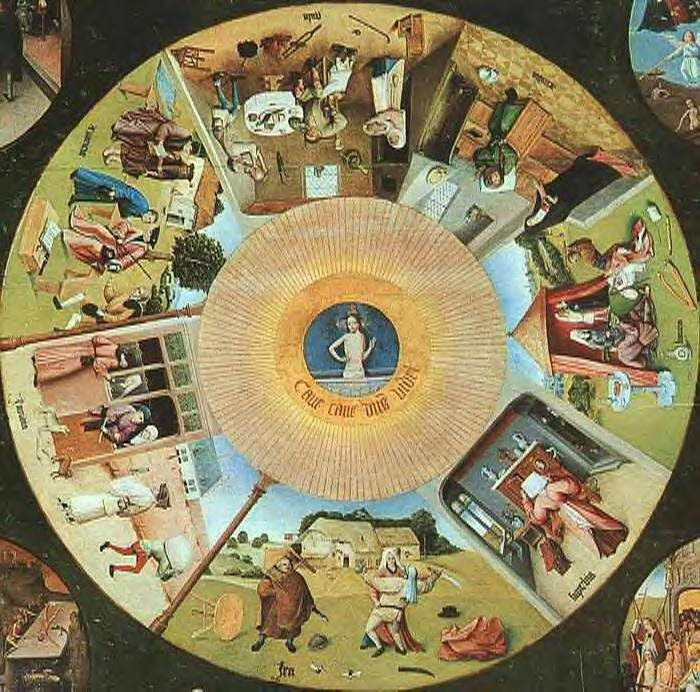
Hieronymus Bosch, Sedm smrtelných hříchů, r. 1485

Hamartologie nebo také hamartiologie je nauka o hříchu, součást teologické antropologie. Zkoumá zejména jeho podstatu, příčiny a dělení, jakož i způsoby, jak proti němu bojovat.

## Charakteristika
V katolické teologii je člověk z harmatologického hlediska chápán jako relativně svobodná bytost, která vědomým a dobrovolným porušením přirozeného mravního zákona působí zlo. Když se Adam a Eva rozhodli nerespektovat Boží vůli a spáchali tak prvotní hřích, odsoudili tím celé lidstvo k pokušení hřešit. Každému je však nabídnuta možnost překonat tento stav tím, že se rozhodne pro Krista.
Evangelické církve sdílí odlišný názor Martina Luthera, který tvrdil, že prvotním hříchem ztratil Adam i jeho potomci schopnost svobodného rozhodování a poznání Boha a jejich přirozenost tím byla zcela narušena; konání dobra tedy není možné bez Boží milosti.